# Тудор, Богдан
Богдан Тудор (рум. Bogdan Tudor; род. 1 февраля 1970, Бухарест) — румынский легкоатлет, специалист по прыжкам в длину. Выступал за сборную Румынии по лёгкой атлетике в 1990-х и 2000-х годах, обладатель бронзовой медали чемпионата Европы в помещении, бронзовый призёр Универсиады, чемпион Всемирных военных игр, многократный победитель и призёр первенств национального значения, действующий рекордсмен страны, участник двух летних Олимпийских игр.

## Биография
Богдан Тудор родился 1 февраля 1970 года в Бухаресте, Румыния. Занимался лёгкой атлетикой в столичном клубе «Стяуа».
Впервые заявил о себе на международном уровне в сезоне 1989 года, когда вошёл в состав румынской национальной сборной и выступил на юниорском европейском первенстве в Вараждине, где в зачёте прыжков в длину стал пятым.
В 1990 году занял восьмое место на чемпионате Европы в Сплите.
В 1991 году был пятым на чемпионате мира в помещении в Севилье и на чемпионате мира в Токио, завоевал бронзовую награду на Универсиаде в Шеффилде.
На чемпионате Европы в помещении 1992 года в Генуе занял пятое место. Благодаря череде удачных выступлений удостоился права защищать честь страны на летних Олимпийских играх в Барселоне — в финале прыгнул на 7,61 метра, расположившись в итоговом протоколе соревнований на 12-й строке.
В 1993 году показал пятый результат на чемпионате мира в помещении в Торонто, был четвёртым на Универсиаде в Буффало.
В 1994 году выиграл бронзовую медаль на чемпионате Европы в помещении в Париже, стал третьим на Кубке Европы в Бирмингеме и четвёртым на чемпионате Европы в Хельсинки.
В 1995 году занял пятое место на чемпионате мира в помещении в Барселоне и на чемпионате мира в Гётеборге, был четвёртым на Универсиаде в Фукуоке, одержал победу на Всемирных военных играх в Риме. На соревнованиях в немецком Бад-Канштатте установил ныне действующий национальный рекорд Румынии в прыжках в длину на открытом стадионе — 8,37 метра.
В 1996 году стал шестым на чемпионате Европы в помещении в Стокгольме. Принимал участие в Олимпийских играх в Атланте — на предварительном квалификационном этапе прыжков в длину показал результат 7,88 метра, чего оказалось недостаточно для выхода в финал.
В 1997 году закрыл десятку сильнейших на чемпионате мира в помещении в Париже, занял 11-е место на чемпионате мира в Афинах и 12-е место на Универсиаде в Сицилии.
На чемпионате Европы 1998 года в Будапеште в финал не вышел.
В январе 1999 года на домашнем турнире в Бухаресте установил свой личный рекорд в закрытых помещениях — 8,25 метра, в марте стал восьмым на чемпионате мира в помещении в Маэбаси.
В 2000 году был седьмым на чемпионате Европы в помещении в Генте.
В 2005 году стартовал на чемпионате Европы в помещении в Мадриде.
В 2006 году отметился выступлением на чемпионате Европы в Гётеборге.
После завершения профессиональной карьеры в 2010-х годах регулярно принимал участие в различных мастерских соревнованиях по лёгкой атлетике, становился чемпионом мира и Европы в прыжках в длину в помещении среди ветеранов.
Жена Родика Матеэску — румынская прыгунья тройным, серебряная призёрка чемпионата мира.